# George Thomas Moore
George Thomas Moore (Indianápolis, 23 de febrero de 1871-27 de noviembre de 1956) fue un botánico estadounidense, especializado en ficología, el estudio de las algas.

## Biografía
Era hijo de George T. Moore y de Margaret Marshall. Obtiene su Bachelor of Sciences en el Wabash College en 1894, su Bachillerato en Artes de la Harvard University en 1895, su Master of Arts en 1896 y, finalmente su doctorado en 1900.
Se casa con Emma L. Hall el 30 de diciembre de 1896 (falleciendo en enero de 1934), unión que dará dos hijos.
Fue asistente en Criptógamas en Harvard, y enseñará en el Radcliffe College. De 1899 a 1901, es docente de Botánica en el Dartmouth College. Será fisiólogo y algólogo para el Departamento de Plantas Industriales del Ministerio de Agricultura en 1901. De 1903 a 1905, dirige el Laboratorio de Fisiología Vegetal; y, de 1909 a 1919, se hará cargo de la Botánica del Laboratorio de Biología marina (MBL) de Massachusetts. Paralelamente, enseña Botánica Aplicada y Fisiología Vegetal en el Shaw School de la Universidad de Washington. A partir de 1912, dirige el Jardín botánico del Estado de Misuri.
Moore fue miembro de diversas sociedades científicas como la American Association for the Advancement of Science. Se consagró principalmente a las algas y a trabajar en técnicas de prevenir los riesgos de contaminación de los reservorios de agua por las algas.
- La abreviatura «G.Moore» se emplea para indicar a George Thomas Moore como autoridad en la descripción y clasificación científica de los vegetales.[1]

## Fuente
- Allen G. Debus (dir.) 1968. World Who’s Who in Science. A Biographical Dictionary of Notable Scientists from Antiquity to the Present. Marquis-Who’s Who. Chicago : xvi + 1855 p.